# Parigi-Bourges 2001
La Parigi-Bourges 2001, cinquantunesima edizione della corsa e valevole come prova del circuito UCI categoria 1.3, si svolse il 4 ottobre 2001 su un percorso di 207 km. Fu vinta dal francese Florent Brard che giunse al traguardo con il tempo di 4h37'56", alla media di 44,687 km/h.
Al traguardo 70 ciclisti portarono a termine il percorso.

## Ordine d'arrivo (Top 10)
| Pos. | Corridore           | Squadra         | Tempo    |
| ---- | ------------------- | --------------- | -------- |
| 1    | Florent Brard       | Festina         | 4h37'56" |
| 2    | Nico Mattan         | Cofidis         | a 2"     |
| 3    | Scott Sunderland    | Team Fakta      | s.t.     |
| 4    | Laurent Brochard    | Jean Delatour   | s.t.     |
| 5    | Nicolas Vogondy     | F. des Jeux     | s.t.     |
| 6    | Jean-Michel Tessier | Cofidis         | a 6"     |
| 7    | Jean-Cyril Robin    | Bonjour         | a 18"    |
| 8    | Christophe Le Mével | Cr.Agr. Espoirs | a 20"    |
| 9    | Filippo Pozzatto    | Bonjour         | a 1'28"  |
| 10   | Michael Skelde      | Team Fakta      | s.t.     |